# José Fernández Madrid
José Luis Álvaro Alvino Fernández Madrid y Fernández de Castro (Cartagena de Indias, 19 de febrero de 1789-Londres, 28 de junio de 1830) fue un prócer de la independencia colombiana.

## Biografía
José Fernández Madrid nació en Cartagena de indias, hijo de Pedro Fernández de Madrid y de Gabriela Fernández de Castro, hija a su vez de Diego Fernández de Castro, quien fue gobernador, Capitán General y presidente de la Real Audiencia de Guatemala.
Realizó estudios de derecho en el Real Colegio Mayor de Nuestra Señora del Rosario, actualmente Universidad del Rosario de Bogotá. Se graduó en Humanidades y Derecho canónico y terminó su doctorado con  Medicina, graduándose el 16 de febrero de 1809 en la Universidad del Rosario. Universidad de La Habana.
Su hijo, Pedro Fernández Madrid, fue político, escritor y educador de su época. El municipio de Madrid, Cundinamarca, fue nombrado en su honor.

## Trayectoria política

### Patria Boba
Durante los hechos del Florero de Llorente en Bogotá adhirió a la creación de la junta de gobierno de Santa Fe el 20 de julio de 1810. Dos años después, en su ciudad natal apoyó la independencia de la Provincia de Cartagena de Indias, participando en el proceso de redacción de la constitución independentista de aquella provincia. Allí fundó junto a otros compañeros de su ciudad el periódico Argos americano que se encargó de difundir el sentimiento emancipador en Nueva Granada y que fue uno de los principales diarios de motivación independentista en América.

#### Presidencias
Fernández Madrid fue elegido presidente del país por el Congreso de las Provincias Unidas de la Nueva Granada, y en contra de su voluntad se posesionó en Tunja, a donde también trasladó el periódico Argos. En 1814 se traslada a Bogotá.
Con ocasión de la renuncia del presidente Camilo Torres, el Congreso eligió a Fernández Madrid, quien no aceptó diciendo que la patria perecería en sus manos, convencido de que "no era el hombre extraordinario que el congreso buscaba con tanta ansia para salvar la república". El pueblo, preocupado por el vacío de poder, asistió en muchedumbre al Congreso exigiéndole la elección de un dictador. Fernández Madrid fue elegido de nuevo y finalmente aceptó la nominación. Así que el 2 de abril de 1816, después de cerrar su palacio en Bogotá, se dirigió a Zipaquirá con su secretario de guerra, su secretario general y su guardia de honor, para convertir a la ciudad en la capital del gobierno de las Provincias Unidas de Nueva Granada debido a su gran riqueza y ubicación estratégica.
Ciudadanos de varias partes acudieron a él, quien se dirigió al pueblo invitándolos a luchar en defensa de la independencia.

### Gran Colombia y fallecimiento

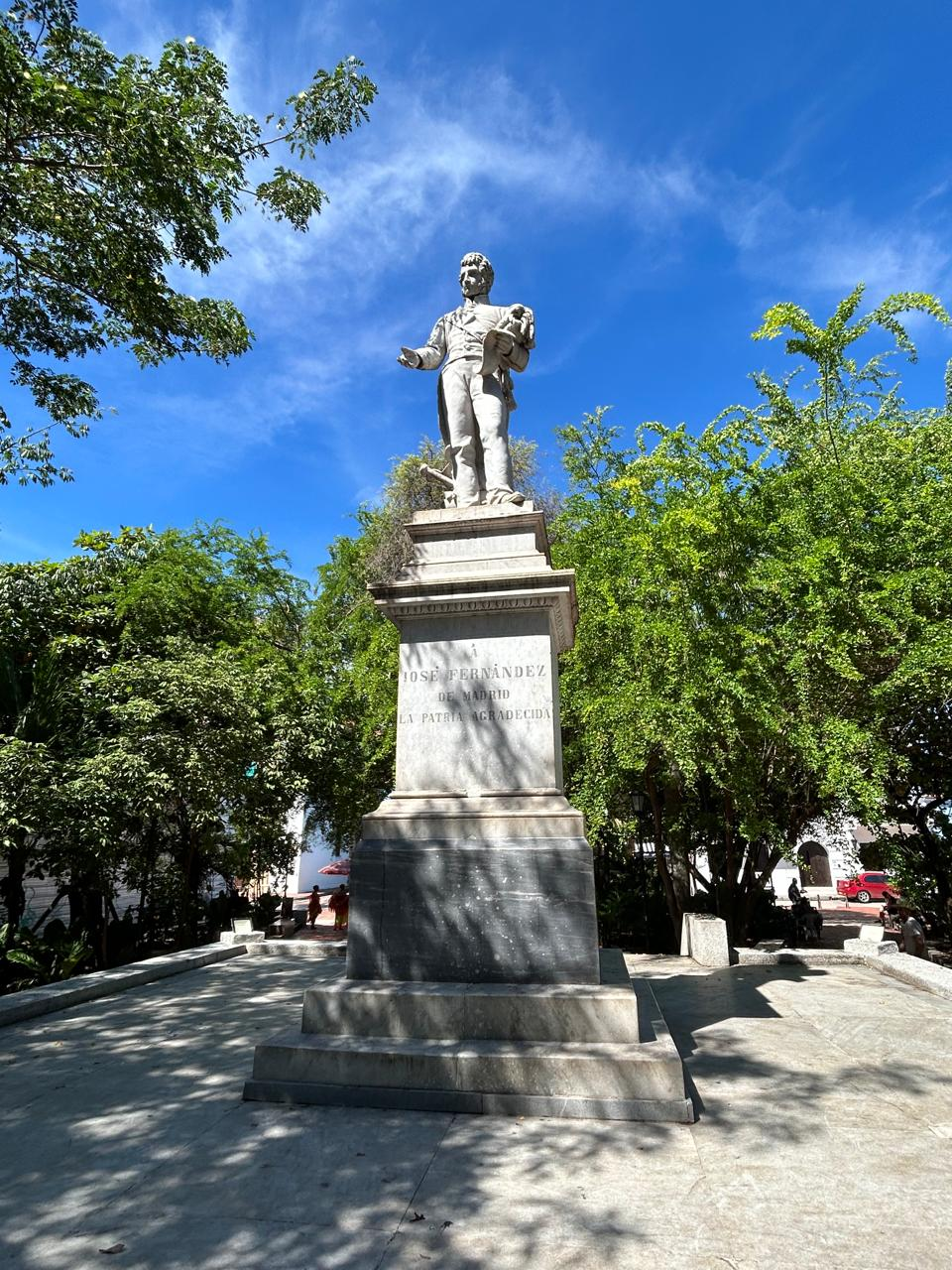
Estatua de José Fernández de Madrid en la plaza homónima de Cartagena de Indias

Durante la Gran Colombia, Fernández Madrid fue nombrado Agente Plenipotenciario ante el Gobierno francés y Ministro ante la Corona Británica por Simón Bolívar, cargos que ejerció hasta su muerte.
El clima de Londres resultó perjudicial para su salud, por lo que se trasladó junto a su familia a la población de Barnes Terrace, donde su estado se agravó. El 27 de junio de 1830 el general Francisco de Paula Santander visitó a Fernández Madrid en su lecho de enfermo.
En cumplimiento de sus labores diplomáticas, Fernández Madrid murió el 28 de junio de 1830, siendo posteriormente traslado su cuerpo al cementerio Central de Bogotá.